# Accinctapubes apicalis
Accinctapubes apicalis là một loài bướm đêm thuộc chi Accinctapubes. Loài này được William Schaus mô tả năm 1906, và được ghi nhận tại nam México, Brasil, Bolivia, Ecuador, và Venezuela.